# Selkhoztékhnika (Saràtov)
|  | Per a altres significats, vegeu «Selkhoztékhnika». |

Selkhoztékhnika (en rus: Сельхозтехника) és un poble (un possiólok) de l'óblast de Saràtov, a Rússia, segons el cens del 2010 tenia 341 habitants. Pertany al districte municipal de Saràtov.